# Argyle (scootermerk)
Argyle is een historisch Amerikaans merk van vouwscooters.
De bedrijfsnaam was C&E Mfg., Memphis (Tennessee). 
Argyle maakte van 1957 tot 1961 een kleine vouwscooter met een 2½pk-Clinton-tweetaktmotortje. Er was geen interesse voor dus de productie werd al snel gestaakt.